# 1101-es mellékút (Magyarország)
Az 1101-es számú mellékút egy bő két kilométer hosszú mellékút Pest vármegyében, Herceghalom területén. Korábban egy hosszabb, mintegy 8 kilométeres útszakasz viselte ezt az útszámozást, de az M1-es autópálya és Zsámbék közti szakaszát 2013-ban főúttá sorolták át, 102-es számozással.

## Nyomvonala
Jelenlegi nyomvonala szerint a Bécs felé vezető régi 100-as útból (ma 8101-es számú mellékútból) ágazik ki Herceghalom területén. Néhány tíz méterrel arrébb, egy körforgalmú csomóponttal keresztezi az 1-es főutat, nem sokkal annak 21. kilométere előtt, majd a Békás-patak folyását kísérve halad nagyjából észak felé. Két kilométer megtétele után elhalad az M1-es autópálya nyomvonala alatt, előtte találkozik a Győr felől érkező forgalmat kiszolgáló autópálya-lehajtó és a Budapest felé vezető felhajtó ággal (10 433, 10 436). Továbbhaladva találkozik a Budapest felől érkező forgalmat kiszolgáló lehajtó ággal és a Győr felé vezető felhajtó ágakkal (10 435, 10 434) is, majd ott véget is ér, 2,268 kilométer megtétele után. Egyenes folytatása a 102-es főút, amelynek számozása innen indul, és Pilisjászfaluig tart.

## Története
Korábban az út számozása továbbfolytatódott, átlépett Zsámbék területére, ahol továbbra is a Békás-patakkal párhuzamosan haladt a kisváros központjáig. Végpontja Zsámbék belvárosában volt, ahol a Bicskét Piliscsabával összekötő 1104-es mellékútba csatlakozott. Ez utóbbi szakaszt 2013-ban átszámozták, ennek során három számjegyű számozást kapott: annak a 102-es főútnak a részévé léptették elő, amely Esztergom és Dorog térsége számára biztosít főút minősítésű közútkapcsolatot az M1-es autópálya felé. Amióta a 102-es főút nyomvonalát kialakították, az 1101-es kizárólag Herceghalom területén húzódik.